# Marc Blucas

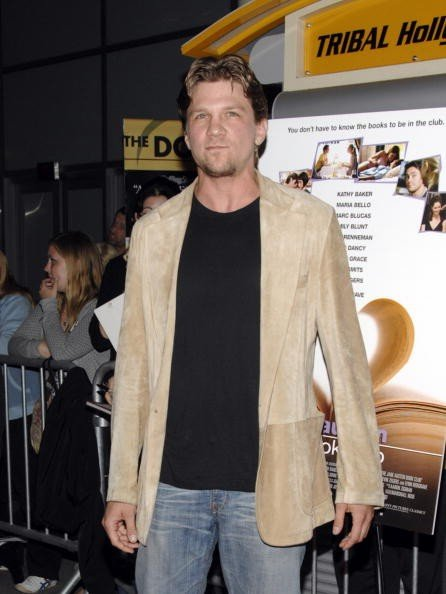
Marc Blucas 2007

Marcus Paul Blucas (* 11. Januar 1972 in Butler, Pennsylvania) ist ein US-amerikanischer Schauspieler und Filmproduzent.

## Leben und Karriere
Marc Blucas war schon zu Highschoolzeiten ein begabter Basketballspieler, was ihm ein Stipendium für die Wake Forest University in North Carolina einbrachte. Er spielte vier Jahre für Wake Forest College-Basketball, unter anderem ein Jahr lang mit dem späteren NBA-Star Tim Duncan. Nach dem College ging Blucas für eine Saison zu den Manchester Giants nach England.
Nach seiner Rückkehr in die USA plante Blucas eine Karriere als Anwalt, inspiriert durch den Film Eine Frage der Ehre mit Tom Cruise. In der Nacht vor der Aufnahmeprüfung änderte er jedoch seine Meinung und entschied sich, es als Schauspieler zu versuchen.
Seine erste kleinere Rolle spielte Blucas in dem Basketballfilm Eddie mit Whoopi Goldberg; beim Casting kam ihm sein Talent als Basketballspieler zugute. Seinen Durchbruch als Schauspieler hatte Blucas als Riley Finn in der Fernsehserie Buffy – Im Bann der Dämonen. 2004 stand er zusammen mit Katie Holmes in seiner ersten Hauptrolle in First Daughter – Date mit Hindernissen vor der Kamera, fünf Jahre später drehte er mit Holmes’ Mann Tom Cruise die Actionkomödie Knight and Day, in der er eine Nebenrolle belegte.
Es folgten weitere Film- und Fernsehauftritte. Blucas’ Schaffen umfasst mehr als 60 Produktionen.

## Filmografie (Auswahl)
- 1996: Eddie
- 1998: Pleasantville – Zu schön, um wahr zu sein (Pleasantville)
- 2001: Jay und Silent Bob schlagen zurück (Jay and Silent Bob Strike Back)
- 2001: Summer Catch
- 1999–2002: Buffy – Im Bann der Dämonen (Buffy the Vampire Slayer, Fernsehserie, 31 Episoden)
- 2002: Wir waren Helden (We Were Soldiers)
- 2002: They – Sie Kommen (They)
- 2003: Flight Girls (View from the Top)
- 2003: Prey for Rock & Roll
- 2004: Alamo – Der Traum, das Schicksal, die Legende (The Alamo)
- 2004: First Daughter – Date mit Hindernissen (First Daughter)
- 2006: Thr3e
- 2007: Dr. House (House, M.D., Fernsehserie, Episode 3x16 Streng Geheim)
- 2007: The Killing Floor
- 2007: After Sex
- 2007: Der Jane Austen Club (The Jane Austen Book Club)
- 2008: Mensch, Dave! (Meet Dave)
- 2009: Deadline – Focus Your Fear (Deadline)
- 2009: Castle (Fernsehserie, Episode 2x11 Die fünfte Kugel)
- 2009: Mütter und Töchter (Mother and Child)
- 2010: Knight and Day
- 2011: Red State
- 2011: Body of Proof (Fernsehserie, Episode 1x05)
- 2011–2013: Dr. Dani Santino – Spiel des Lebens (Necessary Roughness, Fernsehserie, 29 Episoden)
- 2013: The Big Wedding
- 2014: Killer Women (Fernsehserie)
- 2015: Limitless (Fernsehserie, 1 Episode)
- 2016: The Irresistible Blueberry Farm (Fernsehfilm)
- 2016–2017: Underground (Fernsehserie)
- 2017: Brawl in Cell Block 99
- 2018: The Watcher – Willkommen im Motor Way Motel (Looking Glass)
- 2019: The Fix (Fernsehserie)
- 2023: Ich und die Walter Boys (10 Folgen)